# Berlin–Bad Freienwalde–Berlin
Berlin–Bad Freienwalde–Berlin war ein Eintagesrennen im Straßenradsport für Amateure.

## Geschichte
Das Rennen wurde bereits vor dem Zweiten Weltkrieg begründet und war zunächst ein Straßenrennen für Fahrer aus Berlin und der Umgebung. Nach dem Zweiten Weltkrieg blieb es zunächst ein regionales (bezirksoffenes) Rennen und wurde Mitte der 1950er Jahre in den Rennkalender des Deutschen Radsportverbandes der DDR für die Fahrer der Leistungsklasse aufgenommen. Berlin–Bad Freienwalde–Berlin war seitdem das Saisonauftaktrennen der DDR-Fahrer und in einigen Jahren das erste Auswahlrennen für den Kader der DDR-Fahrer für die Internationale Friedensfahrt. Das Rennen führte von Berlin nach Bad Freienwalde über Neuenhagen und Niederfinow zurück nach Berlin. In einigen Jahren führte das Rennen auch bis Frankfurt (Oder) und zurück.
Die Streckenlänge variierte zwischen 108 und 176 Kilometer und war bis auf kleinere Anstiege vor Bad Freienwalde durchgehend flach. Start und Ziel war häufig die Falkenberger Straße in Berlin-Weißensee, später die Proskauer Straße in Berlin-Friedrichshain.
1994 wurde das Rennen vom Berliner Radsportverband wieder ausgerichtet, nachdem es einige Jahre nicht stattfand. Berlin–Bad Freienwalde–Berlin wurde bis 2012 ausgetragen. 2008 fand die 52. Austragung statt. 2012 fand das letzte Rennen statt. Fehlende Finanzierungsmöglichkeiten und Probleme mit behördlichen Genehmigungen erlaubten keine Fortführung des Straßenrennens.

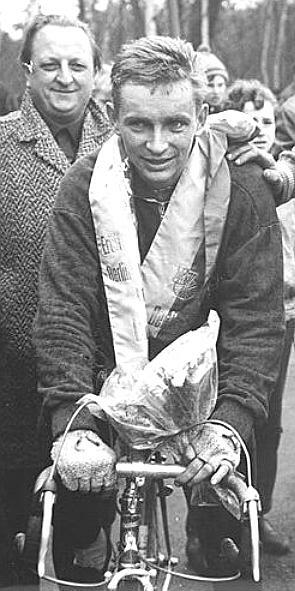
Günter Liebold 1966 als Sieger von Berlin–Bad Freienwalde–Berlin

## Siegerliste
- 1949
- 1950
- 1951  Erich Schulz
- 1952 ? Hans Weihe
- 1953 ?
- 1954  Erich Schulz
- 1955  Heinz Wahl
- 1956  Heinz Busse
- 1957  Rolf Nitzsche
- 1958  Rudi Kirchhoff
- 1959  Siegfried Köhler
- 1960  Rudi Mähl[4]
- 1961  Bernd Barleben
- 1962 ?
- 1963 ?
- 1964  Günter Liebold
- 1965  Kurt Müller
- 1966  Günter Liebold
- 1967  Heinz Richter
- 1968  Wolfgang Schmelzer
- 1969 ?
- 1970  Michael Milde
- 1971 nicht ausgetragen
- 1972  Joachim Mattner[5][6]
- 1973  Reinhard Langanke[7]
- 1974  Wolfgang Schröder
- 1975  Michael Schiffner
- 1976  Burkhard Freese
- 1977  Burkhard Freese
- 1978  Detlef Kletzin
- 1979  nicht ausgetragen
- 1980  Ingo Recknagel
- 1981  Bodo Straubel
- 1982  Ingo Recknagel
- 1983 ?
- 1984  Burkhard Freese
- 1985  Andreas Lux
- 1986  Andreas Ganske
- 1987 nicht ausgetragen
- 1988  Heiko Latocha
- 1989  Wolfgang Lötzsch
- 1990  Steffen Wesemann
- 1991  Frank Kühn
- 1992 nicht ausgetragen
- 1993 nicht ausgetragen
- 1994  Robert Bartko
- 1995–1996 nicht ausgetragen
- 1997  André Korff
- 1998–1999 nicht ausgetragen
- 2000  Robert Retschke
- 20012002 nicht ausgetragen
- 2003  Frieder Uflacker
- 2004  Karsten Volkmann
- 2005  Daniel Strauch
- 2006  nicht ausgetragen
- 2007  Dirk Müller
- 2008  Tino Meier
- 2009  ?
- 2010  Marcel Kalz
- 2011  ?
- 2012  Eric Baumann